# Aïn Sidi Cherif
Aïn Sidi Cherif est une commune de la wilaya de Mostaganem en Algérie.

## Démographie
Selon le recensement général de la population et de l'habitat de 2008, la population de la commune de Aïn Sidi Cherif est évaluée à 9 748 habitants contre 7 819 en 1998.